# Reino Unido en los Juegos Europeos de Cracovia 2023
El Reino Unido participó en los Juegos Europeos de Cracovia 2023 con un equipo de 254 deportistas. Responsable del equipo nacional fue la Asociación Olímpica Británica.

## Medallistas
El equipo de Reino Unido obtuvo las siguientes medallas:
| Nombre                                                   | Deporte               | Competición                |
| -------------------------------------------------------- | --------------------- | -------------------------- |
| Oro                                                      |                       |                            |
| Delicious Orie                                           | Boxeo                 | Superpesado (+92 kg) M     |
| Kieran Reilly                                            | Ciclismo BMX          | Parque M                   |
| Equipo                                                   | Pentatlón moderno     | Equipo M                   |
| Ryan Westley                                             | Piragüismo en eslalon | C1 individual M            |
| Equipo                                                   | Rugby 7               | Torneo F                   |
| Ross Haslam                                              | Saltos                | Trampolín 1 m M            |
| Eden Cheng                                               | Saltos                | Plataforma 10 m F          |
| Desharne Bent-Ashmeil Amy Rollinson                      | Saltos                | Trampolín 3 m sincro F     |
| Caden Cunningham                                         | Taekwondo             | +87 kg M                   |
| Jade Jones                                               | Taekwondo             | –57 kg F                   |
| Penny Healey                                             | Tiro con arco         | Recurvo individual F       |
| Penny Healey Bryony Pitman Jaspreet Kaur Sagoo           | Tiro con arco         | Recurvo por equipos F      |
| Plata                                                    |                       |                            |
| Benjamin Lane Sean Vendy                                 | Bádminton             | Dobles M                   |
| Joseph Choong                                            | Pentatlón moderno     | Individual M               |
| Mallory Franklin Sophie Ogilvie Kimberley Woods          | Piragüismo en eslalon | C1 por equipos F           |
| Robbie Lee                                               | Saltos                | Plataforma 10 m M          |
| Grace Reid James Heatly                                  | Saltos                | Trampolín 3 m sincro mixto |
| Equipo                                                   | Rugby 7               | Torneo M                   |
| Bradly Sinden                                            | Taekwondo             | –68 kg M                   |
| Matthew Coward-Holley Lucy Hall                          | Tiro                  | Foso mixto                 |
| Ella Gibson                                              | Tiro con arco         | Compuesto individual F     |
| Barclay Izzard Sophie Alden Connor Bentley Sian Rainsley | Triatlón              | Relevo mixto               |
| Bronce                                                   |                       |                            |
| Jeremiah Azu                                             | Atletismo             | 100 m M                    |
| Zak Seddon                                               | Atletismo             | 3000 m obstáculos M        |
| Scott Lincoln                                            | Atletismo             | Peso M                     |
| Bianca Williams                                          | Atletismo             | 200 m F                    |
| Hannah Nuttall                                           | Atletismo             | 5000 m F                   |
| Alexander Dunn Adam Hall                                 | Bádminton             | Dobles M                   |
| Kirsty Gilmour                                           | Bádminton             | Individual F               |
| Marcus Ellis Lauren Smith                                | Bádminton             | Dobles mixto               |
| Kiaran MacDonald                                         | Boxeo                 | Mosca (51 kg) M            |
| Charley Davison                                          | Boxeo                 | Gallo (54 kg) F            |
| Rosie Eccles                                             | Boxeo                 | Wélter (66 kg) F           |
| Declan Brooks                                            | Ciclismo BMX          | Parque M                   |
| William Deary                                            | Esgrima               | Sable individual M         |
| Kate Shortman Isabelle Thorpe                            | Natación sincronizada | Dúo libre F                |
| Beatrice Crass Ranjuo Tomblin                            | Natación sincronizada | Dúo técnico mixto          |
| Beatrice Crass Ranjuo Tomblin                            | Natación sincronizada | Dúo libre mixto            |
| Olivia Green                                             | Pentatlón moderno     | Individual F               |
| Jessica Varley Samuel Curry                              | Pentatlón moderno     | Equipo mixto               |
| Adam Burgess James Kettle Ryan Westley                   | Piragüismo en eslalon | C1 por equipos M           |
| Joseph Clarke                                            | Piragüismo en eslalon | K1 individual M            |
| Mallory Franklin                                         | Piragüismo en eslalon | C1 individual F            |
| Benjamin Cutmore Matthew Dixon                           | Saltos                | Plataforma 10 m sincro M   |
| Grace Reid                                               | Saltos                | Trampolín 1 m F            |
| Maddison Moore                                           | Taekwondo             | –49 kg F                   |
| Aaliyah Powell                                           | Taekwondo             | –62 kg F                   |
| Seonaid McIntosh                                         | Tiro                  | Rifle 3 posiciones 50 m F  |
| Ben Llewellin Amber Rutter                               | Tiro                  | Skeet mixto                |